# Kostromà (riu)
|  | Aquest article tracta sobre el riu. Vegeu-ne altres significats a «Kostromà». |

El Kostromà - Кострома (rus) - és un riu de Rússia, passa per les províncies de Iaroslavl i de Kostromà. Té una llargària de 354 km i una conca de més de 16.000 km².
Neix a uns 20 km a l'est de Soligàlitx, una vila que es troba a la vora esquerra del riu. El seu curs superior és estret i tortuós, però la recepció de les aigües de molts afluents el converteix en un riu d'uns 30-40 m d'amplada. A Buï l'amplada arriba fins als 60 m, punt des del qual és navegable. Als seus últims 50 km forma el límit entre les províncies de Kostromà i de Iaroslavl.
Desemboca a l'embassament de Gorki, al Volga, prop de Kostromà. Abans de la creació d'aquest embassament, a la seva desembocadura antiga hi havia el monestir d'Ipàtiev de Kostromà.
El riu es glaça generalment des de novembre a finals d'abril o començaments de maig.